# Margarito Machado
Margarito Machado är en ort i Mexiko.   Den ligger i kommunen Lerdo och delstaten Durango, i den centrala delen av landet, 800 km nordväst om huvudstaden Mexico City. Margarito Machado ligger 1 271 meter över havet och antalet invånare är 288.
Terrängen runt Margarito Machado är varierad. Runt Margarito Machado är det mycket glesbefolkat, med 5 invånare per kvadratkilometer. Närmaste större samhälle är Vista Hermosa, 18,3 km söder om Margarito Machado. Omgivningarna runt Margarito Machado är i huvudsak ett öppet busklandskap.